# Pietro da Pisa (744-799)
Pietro da Pisa (Pisa, 744 – Lombardia, 799) è stato un grammatico, religioso e poeta italiano.

## Biografia
Intraprese i primi studi a Pavia, guadagnandosi fama di persona dottissima già in giovane età.  Nel 776, dopo la conquista del Regno longobardo da parte di Carlo Magno, fu convocato ad Aquisgrana, alla corte dell'imperatore,  per insegnargli, come narra Eginardo, il latino e la grammatica. Fu tra i protagonisti della rinascita carolingia, insieme a Paolo Diacono e Paolino d'Aquileia.
Fu amico di Alcuino di York, un altro insegnante straniero richiamato da Carlo Magno, che incontrò a Pavia, durante il viaggio del giovane Alcuino verso Roma. Insegnò latino alla Scuola palatina.

Pietro fece ritorno in Italia attorno al 790 e vi morì non più tardi del 799.
Attraverso la sua figura è possibile dare uno sguardo alle attività della corte di Carlo Magno; le sue opere includono una grammatica dedicata al re, ispirata all'Ars minor di Elio Donato; poemi epistolari scritti a Paolo Diacono ed all'imperatore, omaggiato per aver costruito chiese ed operato come "padre della gente".

## Curiosità
- Secondo alcuni commentatori[5] sarebbe lui il cortigiano che nell'Orlando Furioso è chiamato Alfeo, in ragione del fatto che Pisa nell'Alto Medioevo era detta Alfea; tale identificazione appare piuttosto improbabile, dato che Pietro morì ultracinquantenne per cause naturali, mentre Alfeo, presentato da Ariosto come persona ancora abbastanza giovane, viene sgozzato nel sonno da Cloridano.